# Бер ле Шател
Бер ле Шател (фр. Beire-le-Châtel) насеље је и општина у источном делу централне Француске у региону Бургоња, у департману Златна обала која припада префектури Дижон.
По подацима из 2011. године у општини је живело 799 становника, а густина насељености је износила 41,51 становника/km². Општина се простире на површини од 19,25 km². Налази се на средњој надморској висини од 250 метара (максималној 305 m, а минималној 215 m).

## Демографија
| 1962. | 1968. | 1975. | 1982. | 1990. | 1999. | 2011. |
| ----- | ----- | ----- | ----- | ----- | ----- | ----- |
| 484   | 502   | 539   | 552   | 539   | 620   | 799   |

График промене броја становника у току последњих година